# Mircea Eliade
Mircea Eliade (Bukurešt, 9. ožujka 1907. – Chicago, 22. travnja 1986.), američki kulturni povjesničar rumunjskog porijekla i rumunjski književnik.
Studirao je filozofiju u Bukureštu i Indiji, a kasnije je bio profesor na University of Chicago. Proučavao je religiju primitivnih društava Australije, Polinezije i Afrike, kulture drevne Indije, Egipta, Grčke i Rima. 

## Najvažnije studije
- Mit o vječnom povratku
- Šamanizam
- Mit i zbilja
- Sveto i profano
- Rasprava o povijesti religija